# Сем'янків Андрій Миколайович
Андрій Миколайович Сем'янків, також відомий як Med Goblin — український лікар-анестезіолог, кандидат медичних наук, блогер, популяризатор доказової медицини. 
Автор науково-популярного бестселера «Медицина доказова і не дуже» та художньої книги «Танці з кістками», яка стала Книгою року BBC в 2022 році.

## Життєпис
Після здобуття медичного фаху понад 14 років професійно займався анестезіологією та інтенсивною терапією. Був учасником клінічних досліджень на міжнародному рівні, мав лікарську практику за кордоном, а також виступав у ролі викладача для військових та цивільних медиків. Працював на позиції старшого аналітика Центру досліджень у сфері охорони здоров'я Київської Школи Економіки.
Став відомим завдяки блогу на медичну тематику, в якому розвінчував лікарські стереотипи. Популярність і визнання принесла науково-популярна книга «Медицина доказова і не дуже», опублікована у видавництві «Віхола» 2021 року. Видання стало бестселером в Україні та отримало кілька додруків.
В 2022 році видав свою першу художню книгу «Танці з кістками», яка отримала позитивні відгуки читачів та пізніше була відзначена премією Книга року BBC. Журі порівняли сюжет твору з американським серіалом «Пуститися берега».
Після початку повномасштабного вторгнення Росії в Україну записався добровольцем до лав Збройних сил України. Служить військовим мобільного госпіталю у прифронтовій зоні.